# Idealismo

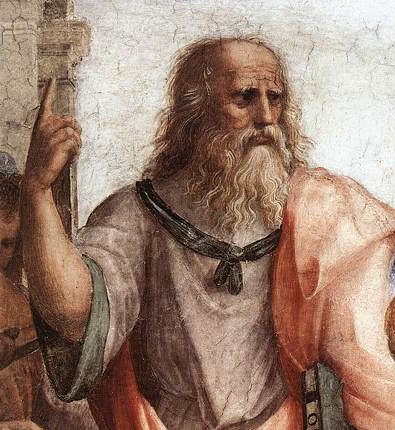
Platão na Escola de Atenas, por Rafael

Na filosofia, o idealismo é o grupo de filosofias metafísicas que afirmam que a realidade, ou a realidade como os humanos podem conhecê-la, é fundamentalmente mental, mentalmente construída ou imaterial. Epistemologicamente, o idealismo se manifesta como um ceticismo quanto à possibilidade de conhecer qualquer coisa independente da mente. Em contraste com o materialismo, o idealismo afirma a primazia da consciência como a origem e o pré-requisito dos fenômenos materiais. De acordo com essa visão, a consciência existe antes e é a pré-condição da existência material. A consciência cria e determina o material e não vice-versa. O idealismo acredita que a consciência e a mente são a origem do mundo material e tem como objetivo explicar o mundo existente de acordo com esses princípios.
As teorias do idealismo são divididas principalmente em dois grupos. O idealismo subjetivo toma como ponto de partida o fato dado à consciência humana de ver o mundo existente como uma combinação de sensação. O idealismo objetivo postula a existência de uma consciência objetiva que existe antes e, em certo sentido, independentemente da humana. Em um sentido sociológico, o idealismo enfatiza como as ideias humanas — especialmente crenças e valores — moldam a sociedade. Como doutrina ontológica, o idealismo vai além, afirmando que todas as entidades são compostas de mente ou espírito. O idealismo rejeita, assim, as teorias fisicalistas e dualistas que não atribuem prioridade à mente.
Os primeiros argumentos existentes de que o mundo da experiência está fundamentado no mental derivam da Índia e da Grécia. Os idealistas hindus da Índia e os neoplatonistas gregos apresentaram argumentos panenteístas para uma consciência onipresente como o fundamento absoluto ou a verdadeira natureza da realidade. Em contraste, a escola Yogācāra, que surgiu no budismo maaiana na Índia no século IV EC baseou seu idealismo "mente-apenas" em maior medida nas análises fenomenológicas da experiência pessoal. Isso se volta para os empiristas subjetivos antecipados, como George Berkeley, que reviveu o idealismo na Europa do século XVIII, empregando argumentos céticos contra o materialismo, e, na modernidade, o idealismo descreve também uma corrente filosófica em que a posição central da subjetividade é fundamental, cujo oposto é o materialismo. Tendo suas origens a partir da revolução filosófica iniciada por Descartes, é aos pensadores alemães que o idealismo está em geral associado, desde Kant até Hegel: começando com Immanuel Kant, idealistas alemães como Georg Wilhelm Friedrich Hegel, Johann Gottlieb Fichte, Friedrich Wilhelm Joseph Schelling e Arthur Schopenhauer dominaram a filosofia do século XIX. Essa tradição, que enfatizava o caráter mental ou "ideal" de todos os fenômenos, deu origem a escolas idealistas e subjetivistas, que vão do espiritualismo filosófico francês e idealismo britânico ao fenomenalismo e ao existencialismo. Acredita-se que a teoria das ideias de Platão é, historicamente, um dos primeiros idealismos, em que a verdadeira realidade está no mundo das ideias, das formas inteligíveis, acessíveis apenas à mente racional.
O idealismo como filosofia sofreu um forte ataque no Ocidente na virada do século XX. Os críticos mais influentes do idealismo epistemológico e ontológico foram G. E. Moore e Bertrand Russell, mas seus críticos também incluíram os novos realistas. Segundo a Stanford Encyclopedia of Philosophy, os ataques de Moore e Russell foram tão influentes que, mesmo mais de 100 anos depois, "qualquer reconhecimento de tendências idealistas é visto com reservas no mundo de língua inglesa". No entanto, muitos aspectos e paradigmas do idealismo ainda tiveram uma grande influência na filosofia subsequente.

## Definições de idealismo
Idealismo é um termo com vários significados relacionados. Vem através da ideia o grego idein (ἰδεῖν), que significa "ver". O termo idealismo foi usado pela primeira vez no sentido metafísico abstrato da "crença de que a realidade é composta apenas de ideias" por Christian Wolff em 1747. Apesar da existência anterior de formas de pensamento que se enquadram nessa categoria, foi apenas na era moderna que o idealismo se tornou um tópico central de argumentação entre os filósofos ocidentais.
No uso comum, como quando se fala do idealismo político de Woodrow Wilson, geralmente sugere a prioridade de ideais, princípios, valores e objetivos sobre realidades concretas. Entende-se que idealistas representam o mundo como poderia ou deveria ser, diferentemente dos pragmáticos, que se concentram no mundo como ele é atualmente. Nas artes, da mesma forma, o idealismo afirma a imaginação e tenta realizar uma concepção mental de beleza, um padrão de perfeição, justaposto ao naturalismo e realismo estéticos.
Qualquer filosofia que atribua importância crucial ao reino ideal ou espiritual em sua descrição da existência humana pode ser denominada "idealista". O idealismo metafísico é uma doutrina ontológica que sustenta que a própria realidade é incorpórea ou experiencial em sua essência. Além disso, os idealistas discordam sobre quais aspectos do mental são mais básicos. O idealismo platônico afirma que as abstrações são mais básicas para a realidade do que as coisas que percebemos, enquanto idealistas subjetivos e fenomenalistas tendem a privilegiar a experiência sensorial sobre o raciocínio abstrato. O idealismo epistemológico é a visão de que a realidade só pode ser conhecida através de ideias, que apenas a experiência psicológica pode ser apreendida pela mente. A divisão entre idealismo metafísico e idealismo epistemológico é a principal classificação na filosofia contemporânea.
Uma definição mais recente de Willem deVries vê o idealismo como "aproximadamente, o gênero compreende teorias que atribuem prioridade ontológica ao mental, especialmente ao conceitual ou ideacional, sobre o não mental". Como tal, o idealismo implica uma rejeição do materialismo (ou fisicalismo), bem como a rejeição da existência independente da mente da matéria (e, como tal, também implica uma rejeição do dualismo).

O idealismo é às vezes categorizado como um tipo de antirrealismo metafísico ou ceticismo. Contudo, os idealistas não precisam rejeitar a existência de uma realidade objetiva da qual podemos obter conhecimento, e podem apenas afirmar que este mundo natural real é mental. Assim, David Chalmers escreve sobre idealismos antirrealistas (que incluiriam o de Berkeley) e formas realistas de idealismo, como "versões panpsiquistas de idealismo onde entidades microfísicas fundamentais são sujeitos conscientes, e nas quais a matéria é realizada por esses sujeitos conscientes e suas relações." Chalmers descreve ainda a seguinte taxonomia do idealismo:
"O microidealismo é a tese de que a realidade concreta é totalmente fundamentada na mentalidade de nível micro: isto é, na mentalidade associada a entidades microscópicas fundamentais (como quarks e fótons). Macroidealismo é a tese de que a realidade concreta é totalmente fundamentada na mentalidade de nível macro: isto é, na mentalidade associada a entidades macroscópicas (de médio porte), como humanos e talvez animais não humanos. O idealismo cósmico é a tese de que a realidade concreta é totalmente fundamentada na mentalidade cósmica: isto é, na mentalidade associada ao cosmos como um todo ou a uma única entidade cósmica (como o universo ou uma divindade)."
Guyer et al. também distinguem entre formas de idealismo que são baseadas na teoria da substância (frequentemente encontradas nos idealismos anglófonos do final do século XIX e XX) e formas de idealismo que se concentram em atividades ou processos dinâmicos (favorecidos na filosofia alemã pós-kantiana).

### Tipos
Como regra, idealistas transcendentais como Kant afirmam o lado epistêmico do idealismo sem se comprometerem se a realidade é, em última análise, mental; idealistas objetivos, como Platão, afirmam a base metafísica da realidade no mental ou no abstrato, sem restringir sua epistemologia à experiência comum; idealistas subjetivos como Berkeley afirmam tanto o idealismo metafísico quanto epistemológico.
Idealistas subjetivos como George Berkeley são antirrealistas em termos de um mundo independente da mente, enquanto idealistas transcendentais como Immanuel Kant são fortes céticos em relação a esse mundo, afirmando o idealismo epistemológico e não o metafísico. Assim, Kant define idealismo como "a afirmação de que nunca podemos ter certeza se toda a nossa suposta experiência externa não é mera imaginação". Ele afirmou que, de acordo com o idealismo, "a realidade dos objetos externos não admite prova estrita. Pelo contrário, no entanto, a realidade do objeto do nosso sentido interno (de mim mesmo e meu estado) fica clara imediatamente através da consciência". No entanto, nem todos os idealistas restringem o real ou o conhecível à nossa experiência subjetiva imediata. Os idealistas objetivos fazem afirmações sobre um mundo transempírico, mas simplesmente negam que este mundo seja essencialmente divorciado ou ontologicamente anterior ao mental. Assim, Platão e Gottfried Leibniz afirmam uma realidade objetiva e conhecível que transcende nossa consciência subjetiva - uma rejeição do idealismo epistemológico - mas propõem que essa realidade se baseia em entidades ideais, uma forma de idealismo metafísico. Nem todos os idealistas metafísicos concordam com a natureza do ideal. Para Platão, as entidades fundamentais eram Formas abstratas inteligíveis, e para Leibniz eram mônadas protomentais e concretas.
Idealismo imaterialista: Idealismo defendido por George Berkeley (1685-1753) que, partindo de uma perspectiva empirista, na qual a realidade se confunde com aquilo que dela se percebe, conclui que os objetos materiais reduzem-se a ideias na mente de Deus e dos seres humanos; berkelianismo, imaterialismo.
Idealismo dogmático: Idealismo, especialmente o berkelianismo, que se caracteriza por negar a existência dos objetos exteriores à subjetividade humana [Termo cunhado pelo filósofo alemão Immanuel Kant (1724-1804) para designar uma orientação idealista com a qual não concorda.]. Seu oposto seria o idealismo transcendental.
Idealismo pluralista: Idealismo pluralista: como o de Gottfried Leibniz, considera que existem muitas mentes individuais que, juntas, sustentam a existência do mundo observado e possibilitam a existência do universo físico. A forma de idealismo de Leibniz, conhecida como panpsiquismo, vê as "mônadas" como os verdadeiros átomos do universo e como entidades que têm percepção. As mônadas são "formas substanciais de ser", elementares, individuais, sujeitas às suas próprias leis, sem interação, cada uma refletindo o universo inteiro. Mônadas são centros de força, que é substância, enquanto espaço, matéria e movimento são fenomenais e sua forma e existência dependem das mônadas simples e imateriais. Existe uma harmonia pré-estabelecida por Deus, a mônada central, entre o mundo nas mentes das mônadas e o mundo externo dos objetos. A cosmologia de Leibniz adotou o teísmo cristão tradicional. O psicólogo e filósofo inglês James Ward, inspirado por Leibniz, também defendia uma forma de idealismo pluralista. Segundo Ward, o universo é composto de "mônadas psíquicas" de diferentes níveis, interagindo para o auto-aperfeiçoamento mútuo.
Idealismo transcendental (também chamado formal ou crítico): Doutrina kantiana, segundo a qual os fenômenos da realidade objetiva, por serem incapazes de se mostrar aos homens exatamente tais como são, não aparecem como coisas-em-si, mas como representações subjetivas construídas pelas faculdades humanas de cognição. Seu oposto seria o idealismo dogmático.
Idealismo absoluto: Doutrina idealista inerente ao hegelianismo, caracterizada pela suposição de que a única realidade plena e concreta é de natureza espiritual, sendo a compreensão materialística ou sensível dos objetos um estágio pouco evoluído e superável no paulatino desenvolvimento cognitivo da subjetividade humana.

## Idealismo clássico

### Filosofia pré-socrática
Diversas categorias de idealismo podem ser traçadas aos pré-socráticos. O idealismo como forma de monismo metafísico sustenta que a consciência, e não a matéria, é a base de todo ser. É monista porque sustenta que existe apenas um tipo de coisa no universo e idealista porque sustenta aquela uma coisa como sendo consciência.
Anaxágoras (480 a.C.) ensinou que "todas as coisas" foram criadas por Nous ("Mente"). Ele sustentava que a Mente mantinha o cosmos unido e dava aos seres humanos uma conexão com o cosmos ou um caminho para o divino.

### Platonismo e neoplatonismo
A teoria das formas ou "ideias" de Platão descreve formas ideais (por exemplo, os sólidos platônicos em geometria ou abstratos como Bondade e Justiça), como universais existentes independentemente de qualquer instância em particular. Arne Grøn chama essa doutrina de "o exemplo clássico de um idealismo metafísico como idealismo transcendente ", enquanto Simone Klein chama Platão de "o primeiro representante do idealismo objetivo metafísico". Platão sustenta que a matéria é real, embora transitória e imperfeita, e é percebida por nosso corpo e seus sentidos e dada existência pelas ideias eternas que são percebidas diretamente por nossa alma racional. Alguns pensadores interpretam que Platão não considerava a matéria como mental ou ideal e que, portanto, seria um dualista metafísico e epistemológico, uma perspectiva que o idealismo moderno se esforçou para evitar, mas o que é certo é que seus escritos apontam o idealismo platônico: em que as Ideias do Mundo Inteligível são a base metafísica e ontológica da realidade.
Com o neoplatonista Plotino, escreveu Nathaniel Alfred Boll "até aparece, provavelmente pela primeira vez na filosofia ocidental, idealismo que já existia há muito tempo no Oriente, mesmo naquela época, pois ensinava... que a alma fez o mundo dando um passo da eternidade para o tempo... ". Da mesma forma, em relação às passagens dos Enéadas, "o único espaço ou lugar do mundo é a alma" e "O tempo não pode ser assumido como existindo fora da alma". Ludwig Noiré escreveu: "Pela primeira vez na filosofia ocidental, encontramos o idealismo propriamente em Plotino". No entanto, Plotino não aborda se conhecemos objetos externos, ao contrário de Schopenhauer e outros filósofos modernos.

## Na Ásia
Existem correntes idealistas na filosofia indiana antiga e moderna. O idealismo hindu toma a forma de monismo ou não dualismo, defendendo a visão de que a consciência unitária é a essência ou o sentido da realidade fenomênica e da pluralidade. O idealismo budista, por outro lado, é mais epistêmico e não é um monismo metafísico, monismo este que os budistas consideram eternista e consequentemente não o Caminho do Meio preconizado por Sidarta Gautama.
A mais antiga referência ao idealismo nos textos indianos é o Purusha Sukta do Rigveda. Este sukta defende o panenteísmo ao apresentar o ser cósmico Purusha tanto como parte do universo como transcendente a ele. O idealismo absoluto pode ser encontrado no Chandogya Upanishad, no qual elementos do mundo objetivo como os cinco elementos (éter, fogo, água, ar e terra) e elementos do mundo subjetivo como vontade, esperança e memória são vistos como emanações do atman.

### No hinduísmo
Noções de idealismo foram propostas pelas escolas vedantas de pensamento, que usam os vedas e especialmente os upanixades como seus textos básicos. O idealismo se opôs aos dualistas sânquias, aos atomistas vaisheshikas, aos lógicos nyayas, aos linguistas mimāṃsā e aos materialistas carvacas. Existem várias subescolas de vedanta, como a Advaita Vedânta (não dualista), a vishishtadvaita e a bhedabheda vedanta (diferença e não diferença).
Todas as escolas de vedanta tentam explicar a natureza e a relação entre o bramã (alma universal) e o atman (alma individual). Essas escolas consideram que é este o núcleo principal dos vedas. Uma das primeiras tentativas nesse sentido foi o Brahma-sutra, de Bādarāyaņa, que é canônico para todas as subescolas vedantas. O advaita vedanta é uma grande subescola vedanta que possui uma metafísica idealista não dualista. De acordo com pensadores advaitas como Shânkara (788–820) e seu contemporâneo Maṇḍana Miśra, bramã, a unidade elementar de consciência absoluta, aparece como diversidade no mundo devido a maiá, ilusão. Portanto, a percepção de pluralidade é mithya, erro. O mundo e todos os seres ou almas nele não têm existência separada de bramã, a consciência universal, e a aparentemente independente alma (jiva) é idêntica a bramã. Estas doutrinas estão representadas em versos como brahma satyam jagan mithya; jīvo brahmaiva na aparah (Bramã é a única verdade, e este mundo de pluralidade é um erro; a alma individual não é diferente de bramã.). Outras formas de vedanta como o vishishtadvaita de Ramanuja e o bhedabheda de Bhaskara não são tão radicais em seu não dualismo, aceitando que existe uma diferença entre as almas individuais e bramã.
A tradição tântrica do xivaísmo da Cachemira também foi rotulada por acadêmicos como idealista.
O idealismo indiano moderno foi defendido pelo influente filósofo indiano Sarvepalli Radhakrishnan em seu livro de 1932 An Idealist View of Life (Uma visão idealista da vida), bem como em outros livros, que seguem o advaita vedanta. A essência do idealismo hindu foi captada por escritores modernos como Nisargadatta Maharaj, Sri Aurobindo, Prabhat Ranjan Sarkar e Sohail Inayatullah.

### No budismo
Visões budistas que podem ser consideradas similares ao idealismo aparecem em textos budistas maaianas como o Sandhinirmocana Sutra, Laṅkāvatāra Sūtra, Sutra dos Dez Estágios etc.. Estes foram, posteriormente, expandidos por filósofos budistas indianos como Vasubandhu, Asanga, Dharmakirti e Śāntarakṣita. O pensamento iogacara também foi promovido na China por filósofos chineses e tradutores como Xuanzang.
Existe uma polêmica acadêmica moderna quanto ao budismo iogacara ser ou não uma forma de idealismo. Como observa Saam Trivediː "de um lado do debate, escritores como Jay Garfield, Jeffrey Hopkins, Paul Williams e outros mantêm o rótulo idealista, enquanto, do outro lado, Stefan Anacker, Dan Lusthaus, Richard King, Thomas Kochumuttom, Alex Wayman, Janice Dean Willis e outros argumentam que o iogacara não é idealista". O ponto central do debate é o que filósofos budistas como Vasubandhu, que usava o termo Vijñapti-matra ("apenas-representação" ou "apenas-conhecimento") e formulou argumentos para refutar objetos externos, realmente pretendiam dizer.
Os trabalhos de Vasubandhu incluem uma refutação dos objetos externos ou externalidades e argumentam que a verdadeira natureza da realidade vai além da distinção sujeito-objeto. Ele vê a experiência da consciência ordinária como ilusória na sua percepção de um mundo externo separado. Ao invés disso, ele argumenta que tudo o que existe é Vijñapti (representação ou conceitualização). Consequentemente, Vasubandhu começa seu Vimsatika com o versoː "tudo isto é consciência-apenas, por causa da aparência de objetos não existentes, como alguém com uma desordem de visão pode ver fios de cabelo não existentes".
Do mesmo modo, a visão do filósofo budista Dharmakirti para os aparentes objetos externos é resumida no Pramanavarttika (Comentário sobre Lógica e Epistemologia)ː "a cognição experiencia a si mesma e nada mais. Mesmo os particulares objetos da percepção são, por natureza, apenas consciência".
Enquanto alguns escritores como Jay Garfield asseguram que Vasubandhu é um metafísico idealista, outros o veem como mais próximo a um idealista epistêmico como Kant, que assegura que nosso conhecimento do mundo é, simplesmente, conhecimento sobre os nossos próprios conceitos e percepções de um mundo transcendental. Sean Butler, sustentando que a iogacara é uma forma de idealismo, embora de tipo único, nota a similaridade com as categorias de Kant e as Vāsanās da iogacara, ambas simples ferramentas fenomênicas com que a mente interpreta o domínio do númeno. Ao contrário de Kant, no entanto, que diz que o númeno ou coisa-em-si é incognoscível por nós, Vasubandhu diz que a realidade última é cognoscível, mas somente através de percepção iogue não conceitual de uma mente meditativa altamente treinada.
Escritores como Dan Lusthaus, que dizem que a iogacara não é um idealismo metafísico apontam, por exemplo, que os pensadores iogacaras não focavam na consciência para assegurar que ela fosse ontologicamente real, mas simplesmente para analisar como nossas experiências e consequentemente nosso sofrimento são criados. Como Lusthaus notaː "nenhum texto indiano iogacara defende que o mundo é criado pela mente. Os textos iogacaras defendem que confundimos nossas interpretações do mundo com o mundo em si, ou seja, que interpretamos nossas construções mentais como sendo o mundo real". Lusthaus nota que existem similaridades com idealistas epistêmicos ocidentais como Kant e Husserl, de modo que a iogacara pode ser vista como uma forma de idealismo epistêmico. No entanto, ele também nota que existem diferenças fundamentais, como os conceitos de carma e nirvana. Enquanto isso, Saam Trivedi nota as similaridades entre o idealismo epistêmico e a iogacara, mas assegura que o budismo iogacara é uma teoria própria.
De modo similar, Thomas Kochumuttom vê a iogacara como uma "explicação da experiência, mais do que um sistema de ontologia", e Stefan Anacker vê a filosofia de Vasubandhu como uma forma de psicologia e terapia.